# Coach Carter
Coach Carter is een Amerikaanse dramafilm uit 2005 onder regie van Thomas Carter. De film is gebaseerd op het waargebeurde verhaal van Ken Carter.

## Verhaal
Coach Carter gaat over een high school basketbalteam, de Richmond Oilers, in gelijknamige stad Richmond, Californië. Het team presteert slecht, de ploeg bestaat uit slechte studenten en de huidige coach gaat op pensioen. Hij heeft echter een opvolger. Oud-speler én basketbalicoon op diezelfde school Ken Carter (gespeeld door Samuel L. Jackson) neemt de leiding op zich en wil verandering brengen. Hij wil dat de spelers, die in eerste plaats nog steeds studenten zijn, zowel op als naast het veld goed presteren. Hij is zeer streng en stelt voor iedere speler een contract op. Hierbij verklaart elke speler zich gehouden tot aanwezigheid (op de eerste rij) in elke normale les en het vereiste minimum aan punten om te slagen en in aanmerking te komen voor een beurs bij een universiteit. Aanvankelijk zijn, na harde trainingen, de sportieve resultaten veelbelovend. De Oilers winnen al hun wedstrijden. Wanneer echter blijkt dat de studievoortgang van de meeste spelers niet voldoet aan de minimumvereiste, dreigt coach Carter de sporthal op slot te doen totdat iedereen in het team de norm behaald. Zo wordt ook de belangrijkste wedstrijd van het jaar afgelast.
De sluiting van de sporthal stuit op veel commotie. Na enkele weken wordt dan ook in de bestuursraad van de school beslist deze lockdown op te heffen. Hierdoor neemt coach Carter ontslag.
Echter zijn de spelers overtuigd geraakt van de methode waarop Carter te werk ging. Zij besluiten zelf niet te spelen en slaan aan het studeren. De resultaten blijven niet uit, iedere speler haalt het vooropgestelde doel. Carter is zeer tevreden en opent de sportzaal opnieuw, net voor het grote state tournament, het belangrijkste evenement in het basketbalseizoen. De match verloopt tot het derde quarter niet in hun voordeel, maar door het motiverende coachen van Carter weten ze een enorme achterstand goed te maken. Uiteindelijk verliezen de Oilers de wedstrijd met twee punten, na een driepunter van de andere ploeg op de allerlaatste seconde van de wedstrijd. Richmond high moet het toernooi verlaten.
Al bij al is iedereen tevreden. Ook coach Carter is geslaagd in zijn opzet: verschillende spelers van de Richmond Oilers krijgen een kans om verder te studeren en university basketball te doen, waarvan velen dan ook met succes.

## Rolverdeling
| Acteur                | Personage           |
| --------------------- | ------------------- |
| Samuel L. Jackson     | Coach Ken Carter    |
| Rob Brown             | Kenyon Stone        |
| Robert Ri'chard       | Damien Carter       |
| Rick Gonzalez         | Timo Cruz           |
| Nana Gbewonyo         | Junior Battle       |
| Antwon Tanner         | Jaron "Worm" Willis |
| Channing Tatum        | Jason Lyle          |
| Ashanti Douglas       | Kyra                |
| Texas Battle          | Maddux              |
| Adrienne Eliza Bailon | Dominique           |
| Dana Davis            | Peyton              |
| Octavia Spencer       | Mrs. Willa Battle   |